# سانت بيري دي ريوديبيتليس
بلدية سانت بيري دي ريوديبيتليس (بالكاتالانية: Sant Pere de Riudebitlles) هي إحدى بلديات مقاطعة برشلونة، والتي تقع في منطقة كاتالونيا، شرق إسبانيا.
يبلغ عدد سكانها 2.319 نسمة وفقاً لإحصائية سنة (2007).